# Jean-Marie Ehouzou
Jean-Marie Ehouzou (né en septembre 1950), ancien ministre dans le gouvrenemement du président Boni Yayi est un diplomate de formation est un homme politique béninois.

## Biographie

### Parcours politique
Jean-Marie Ehouzou (né en septembre 1950), spécialiste de l'histoire et diplômé de l'IIAP de Paris, CEFAP (ENA) (Bénin), est un diplomate et homme politique béninois. Ministre des Affaires étrangères, de l'Intégration africaine et de la Francophonie, depuis le 22 octobre 2008, succédant à Moussa Okanla.
Il a servi au sein du ministère des Affaires étrangères, directeur-adjoint pour l'Afrique et le Moyen-Orient et de directeur-adjoint pour les Communautés de 1993 à 1996.
Puis au ministère de la Planification, la Restructuration économique et de la Promotion de l'emploi en tant que directeur de la coordination des ressources extérieures de 1996 à 2000.

### Parcours en diplomatie et relations internationales
Il a ensuite été directeur des organismes internationaux de 2000 à 2003 avant de devenir ambassadeur de son pays auprès de l'Éthiopie, du Kenya, du Soudan et du Djibouti en 2003, il est resté dans ces postes jusqu'en 2006.
Il a également été Représentant permanent auprès de l'Union africaine et la Commission économique des Nations unies pour l'Afrique.
De 2006 à 2008, il est nommé ambassadeur extraordinaire et plénipotentiaire, représentant permanent du Bénin auprès de l'organisation des Nations-Unies à New-York. Entre mai 2012 à janvier 2018 est Ambassadeur de l'Union africaine (UA) à Genève pour des questions économiques du continent africain, pour le renforcement du commerce international en Afrique et pour l'industrialisation en Afrique pour la valorisation des matières premières locales,.
Directeur de compagne de candidat africain (Docteur Tedros, Éthiopie) au poste de directeur général de l'OMS (Organisation mondiale de la santé).
Directeur de compagne pour le candidat togolais (Gilbert Fossoum Houngbo) au poste de président du FIDA (Fonds international de développement agricole).
Directeur de compagne pour la candidate égyptienne (Moushira Khattab) à l'UNESCO.
Directeur de compagne pour le candidat zimbabwéen (Walter Mzembi) pour le poste de directeur général de l'UNOMT.